# 3740 Menge
3740 Menge (1981 EM) là một tiểu hành tinh vành đai chính được phát hiện ngày 1 tháng 3 năm 1981 bởi H. Debehogne ở La Silla.